# Ernie Maresca
Ernest 'Ernie' Maresca (The Bronx, 21 april 1938 - 8 juli 2015) was een Amerikaanse rock-'n-roll-zanger, songwriter en platenlabelmanager.

## Carrière
Maresca begon te zingen en te schrijven in de doowopgroep The Monterays, later omgedoopt tot The Desires en nadat Maresca was vertrokken, als The Regents, die een hit hadden met Barbara Ann. In 1957 kwam zijn demo van zijn nummer No One Knows onder de aandacht van Dion DiMucci, die het met succes opnam met The Belmonts bij Laurie Records. Het record bereikte in 1958 de 19e plaats in de Billboard Hot 100. Maresca begon toen fulltime liedjes te schrijven en zijn eigen demo's op te nemen. Hij schreef Runaround Sue met Dion (de enige Amerikaanse nummer 1-hit van de zanger) en daarna andere grote hits met en voor hem. Deze omvatten The Wanderer, oorspronkelijk een B-kant die een Amerikaanse miljoenenseller werd en een tweevoudige Britse hit in 1962 en 1976 als heruitgave. Het lied was ook een hit voor Leif Garrett, Status Quo (in het Verenigd Koninkrijk) en Eddie Rabbitt voor wie het in 1988 een landelijke hit was. Maresca schreef ook mee aan Dions vervolghits Lovers Who Wander en Donna the Prima Donna.
In 1961 kreeg Maresca een platencontract aangeboden bij het kleine label Sevilla in New York. Zijn protesten dat hij niet echt een zanger was, werden terzijde geschoven en hij schreef voor zichzelf de hit Shout! Shout! (Knock Yourself Out), die begin 1962 nummer 6 bereikte in de Billboard Hot 100. Het nummer werd in 1982 opgenomen door Rocky Sharpe & the Replays, wiens versie nummer 19 in de UK Singles Chart bereikte. Maresca bleef opnemen, met minder succes, voor de rest van de jaren 1960, zowel onder zijn eigen naam als onder het pseudoniem Artie Chicago (From The Bronx), inclusief zijn eigen versie van The Wanderer in 1968.
Hij had meer succes als schrijver met hits als Runaround van The Regents, Whenever a Teenager Cries van Reparata & The Delrons, Hey Dean, Hey Jean van Dean & Jean en Party Girl van Bernadette Carroll. Hij schreef ook samen met Jimmy Curtiss de comeback (en laatste) hit Child of Clay van Jimmie Rodgers uit 1967. In de jaren 1970 was hij hoofd van de publiciteitsafdeling van Laurie Records en ging hij verder als directeur van een platenmaatschappij. In 1992 was hij verantwoordelijk voor de verkoop van de Laurie-catalogus aan Capitol Records namens Laurie's oprichters Gene en Bob Schwartz en Eliot Greenberg. Hij bleef werken tot de jaren 2000 als adviseur van EMI en beheerder van Laurie's uitgeverij.

## Overlijden
Ernie Maresca overleed op 8 juli 2015 in zijn huis in Zuid-Florida, na een kort ziekbed op 76-jarige leeftijd.

## Discografie

### Singles
- Shout! Shout! (Knock Yourself Out)

### Als componist
- The Wanderer, Runaround Sue (voor Dion DiMucci)
- No One Knows (voor Dion & the Belmonts)
- Come On Little Angel (voor The Belmonts)
- Runaround (voor The Regents)
- Seven Day Wonder, Hey Dean, Hey Jean (voor Dean en Jean)
- Party Girl (voor Bernadette Carroll)
- Child of Clay (voor Jimmie Rodgers)

- Gemeinsame Normdatei: 134455088
- International Standard Name Identifier: 0000 0000 6507 7659
- Library of Congress Control Number: no99013979
- MusicBrainz: cf595f4e-b552-4069-8da3-94bd4087a8de
- Virtual International Authority File: 90785594
- WorldCat: E39PBJdx396X38pjp7XtrJvT73